# Чан Ён Хо
Чан Ён Хо (кор. 장용호?, 張龍浩?, р.4 апреля 1976) — южнокорейский стрелок из лука, чемпион мира, Олимпийских и Азиатских игр.

## Биография
Родился в 1976 году. В 1996 году завоевал серебряную медаль Олимпийских игр в Атланте в командном первенстве, а в личном первенстве был 7-м. В 1997 году стал обладателем золотой и бронзовой медалей чемпионата мира. В 1999 году завоевал серебряную медаль чемпионата мира В 2000 году становится чемпионом Олимпийских игр в Сиднее в командном первенстве, а в личном первенстве стал 11-м, уступив в 1/8 финала россиянину Цыремпилову. В 2004 году становится чемпионом Олимпийских игр в Афинах в командном первенстве, а в личном первенстве стал 11-м. В 2006 году стал чемпионом Азиатских игр.